# علی‌اکبر قبادی حمزه‌خانی
علی‌اکبر قبادی حمزه‌خانی (زادهٔ ۱۳۳۴ در کامفیروز) نماینده حوزه انتخابیه مرودشت، پاسارگاد و ارسنجان  در دورهٔ هفتم مجلس شورای اسلامی بوده‌است.